# Griesheim-sur-Souffel
Griesheim-sur-Souffel è un comune francese di 1 238 abitanti situato nel dipartimento del Basso Reno nella regione del Grand Est.

## Società

### Evoluzione demografica
Abitanti censiti